# Ligne A du tramway de Reims
Pour les articles homonymes, voir Ligne A.
La ligne A du tramway de Reims est une ligne de tramway ouverte en 2011 entre les quartiers d'Orgeval et de Croix-Rouge à Reims.

## Historique
La ligne est mise en service le 18 avril 2011 en même temps que la ligne B et ce deux jours après l'inauguration du réseau, marquant le retour du tramway à Reims. Les travaux ont commencé en 2008 pour s'achever début 2010.

## Tracé et stations
Le tracé a été défini selon la fréquentation des lignes de bus. La ligne A remplace notamment la ligne H, connue pour sa saturation, ainsi que les lignes A et C dans le quartier Orgeval. Le remplacement de la ligne H par une ligne à très haute capacité était un enjeu important, car elle était en saturation depuis plusieurs années. Bien que cadencée avec une fréquence de 5 minutes incompressible et exploitée en articulés, elle était malgré ces moyens incapable de soutenir la charge : la plupart des véhicules étaient toujours pleins, et il n'était pas rare d'en voir deux se suivre aux heures de pointe. La ligne A traverse l'agglomération à la vitesse commerciale de 19 km/h (vitesse maximale de 70 km/h).
|  |  |   |  |  | Arrêt                   | Localisation                | Correspondances                                             | Commune |
|  |  | - |  |  | ----------------------- | --------------------------- | ----------------------------------------------------------- | ------- |
|  |  | ■ |  |  | Neufchâtel              | 49° 17′ 04″ N, 4° 01′ 36″ E | tram B - bus 4 14 -                                         | Reims   |
|  |  | • |  |  | Georges Hébert          | 49° 17′ 00″ N, 4° 01′ 16″ E | tram B - Autocars départementaux                            | Reims   |
|  |  | • |  |  | De Fermat               | 49° 16′ 47″ N, 4° 01′ 18″ E | tram B -                                                    | Reims   |
|  |  | • |  |  | Jean Macé               | 49° 16′ 35″ N, 4° 01′ 20″ E | tram B - bus 14                                             | Reims   |
|  |  | • |  |  | Belges                  | 49° 16′ 28″ N, 4° 01′ 07″ E | tram B - bus 3 14 TAD Z.A.C. Neuvillette TAD Z.I. Colbert - | Reims   |
|  |  | • |  |  | Danton - Rauseo         | 49° 16′ 15″ N, 4° 01′ 18″ E | tram B -                                                    | Reims   |
|  |  | • |  |  | Saint-Thomas            | 49° 15′ 56″ N, 4° 01′ 34″ E | tram B -                                                    | Reims   |
|  |  | • |  |  | Schneiter               | 49° 15′ 41″ N, 4° 01′ 45″ E | tram B - bus 11 Noctambus Autocars départementaux           | Reims   |
|  |  | • |  |  | Gare Centre             | 49° 15′ 30″ N, 4° 01′ 36″ E | tram B - bus 2 3 4 6 7 8 9 11 30 Noctambus CityBus TGV TER  | Reims   |
|  |  | • |  |  | Langlet                 | 49° 15′ 23″ N, 4° 01′ 50″ E | tram B -                                                    | Reims   |
|  |  | • |  |  | Opéra-Cathédrale        | 49° 15′ 15″ N, 4° 01′ 51″ E | tram B - bus 1 2 3 4 5 6 8 9 16 30 40 CityBus TAD Sud-Est   | Reims   |
|  |  | • |  |  | Vesle                   | 49° 15′ 09″ N, 4° 01′ 34″ E | tram B - bus 1 7 8 30 Noctambus                             | Reims   |
|  |  | • |  |  | Comédie                 | 49° 15′ 01″ N, 4° 01′ 13″ E | tram B - bus 1 7 8 30 Noctambus                             | Reims   |
|  |  | • |  |  | Courlancy               | 49° 14′ 46″ N, 4° 01′ 05″ E | tram B -                                                    | Reims   |
|  |  | • |  |  | Franchet d'Esperey      | 49° 14′ 33″ N, 4° 00′ 54″ E | tram B - bus 7 11 Noctambus TER Autocars départementaux     | Reims   |
|  |  | • |  |  | Saint-John Perse        | 49° 14′ 26″ N, 4° 00′ 34″ E | tram B - bus 11 Noctambus                                   | Reims   |
|  |  | • |  |  | Campus Croix-Rouge      | 49° 14′ 12″ N, 4° 00′ 18″ E | tram B - bus 11 13 Noctambus                                | Reims   |
|  |  | • |  |  | Kennedy                 | 49° 14′ 02″ N, 4° 00′ 26″ E | tram B - bus 11 13                                          | Reims   |
|  |  | • |  |  | Arago                   | 49° 13′ 47″ N, 4° 00′ 28″ E | tram B -                                                    | Reims   |
|  |  | • |  |  | Médiathèque Croix-Rouge | 49° 13′ 37″ N, 4° 00′ 48″ E | bus 7 40                                                    | Reims   |
|  |  | ■ |  |  | Hôpital Debré           | 49° 13′ 33″ N, 4° 01′ 02″ E | bus 4 7 12 40 TAD Sud-Ouest -                               | Reims   |

Légende :
- Arrêts en gras : Terminus de ligne.

### Matériel roulant
La ligne A est exploitée avec des tramways de type Citadis 302 de 32 mètres de long (5 caisses, longueur 32,40 mètres, largeur standard 2,40 m, plancher 100 % plat, 206 places dont 48+6 assises, puissance 480 kW). Les rames sont également compatibles avec l'APS (alimentation par le sol), qui est mise en place sur une distance d'environ 2 kilomètres en centre-ville entre les stations Schneiter (ex. Boulingrin) et Comédie.

### Centre de Maintenance
Les rames sont remisées au Centre de maintenance de Bezannes, situé dans la ZAC de cette même commune.

## Projets d'extension

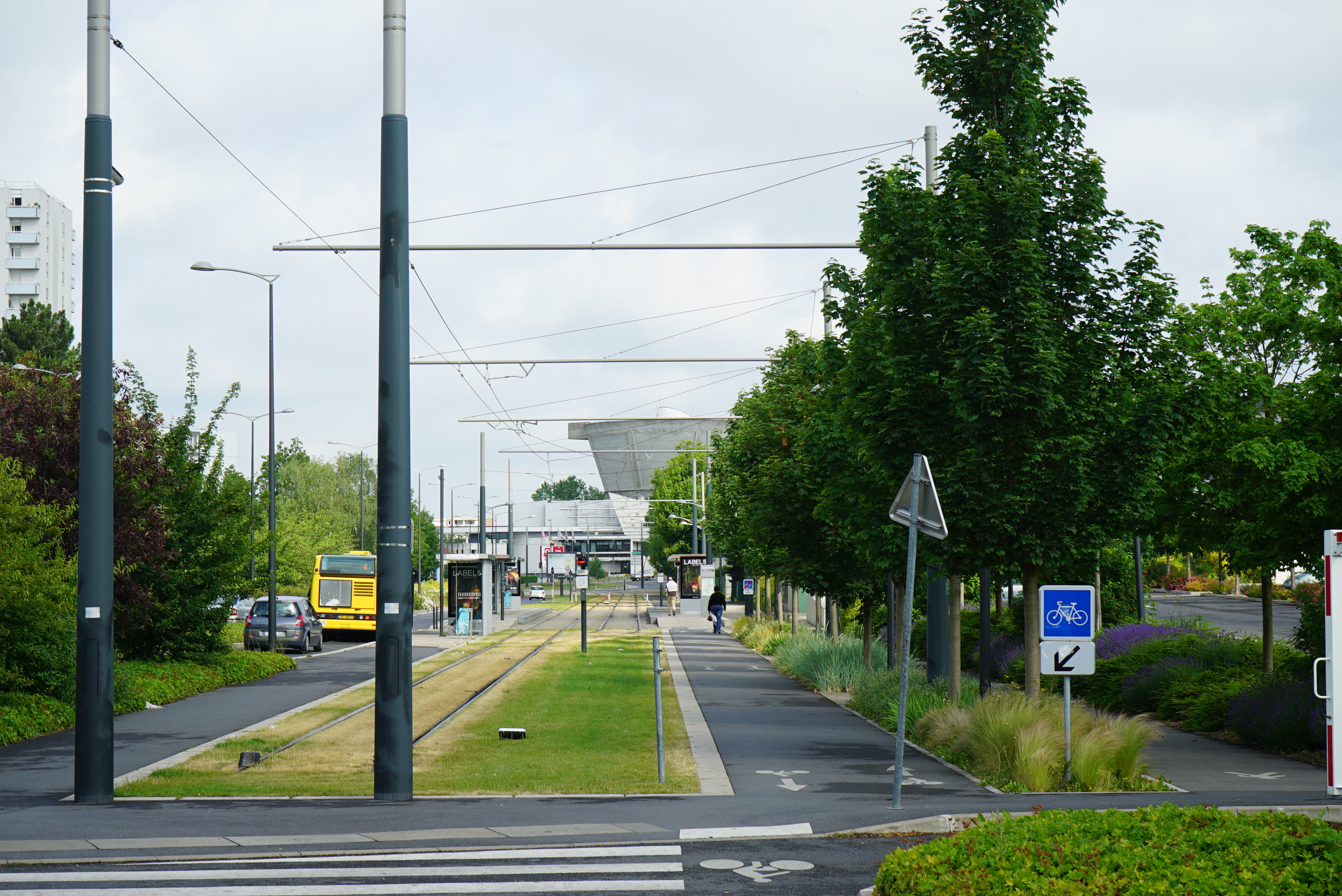
Tête de station Reims/Robert-Debré.

Le projet initial prévoyait l'extension de la première ligne vers les Châtillons (via les stations Hôpital II, Koenig, Val de Murigny P+R, terminus  Argonautes) selon un parcours proche de celui de l'ancien projet ; mais ce projet est désormais abandonné. En outre, une extension vers le Nord à partir du terminus de Neufchâtel, même si elle « ne semble pas pertinente à court ou moyen terme, [sera rendue] techniquement réalisable. ».